# تولپاراجو
تولپاراجو (به اسپانیایی: Tullparaju) یک کوه در پرو است که در منطقه انکاش واقع شده‌است. تولپاراجو ۵٬۷۸۷ متر بالاتر از سطح دریا واقع شده‌است.